# Ociemniały Wit Stwosz z wnuczką
Ociemniały Wit Stwosz z wnuczką lub Wit Stwosz prowadzony przez wnuczkę – obraz olejny autorstwa Jana Matejki namalowany w roku 1865. Znajduje się w kolekcji Muzeum Narodowego w Warszawie.

## Historia
Matejko inspirował się postacią rzeźbiarza Wita Stwosza, a sam kościół Mariacki był dla niego źródłem natchnienia artystycznego. Krakowska świątynia, którą znał od lat dziecięcych, stanowiła jego ulubione miejsce do modlitw. Artysta już wcześniej tworzył portrety Wita Stwosza (Wit Stwosz jako dziecko, 1855). Powstały dwa szkice olejne do Ociemniałego Wita Stwosza z wnuczką. Po ukończeniu obrazu we wrześniu 1865 roku, płótno wystawiano w Prałatówce Kościoła Mariackiego, mieszczącej się na rogu placu Mariackiego i Szpitalnej na krakowskim Starym Mieście. Malarz przeznaczył dochód ze sprzedaży biletów z wystawy w Krakowie, jak również fotografii tego dzieła wykonanych przez Karola Beyera na restaurację ołtarza Mariackiego, a także na krakowskie przytułki dla sierot.
Dzieło zostało zakupione w 1865 roku przez Stanisława Potockiego z Brzeżan. Po roku 1894 znajdowało się w depozycie Muzeum im XX. Lubomirskich we Lwowie. Następnie, w 1936 roku, został przekazany przez Jakuba Potockiego Muzeum Narodowemu w Warszawie. Obraz został wywieziony przez Niemców w czasie powstania warszawskiego. W 1945 roku został odzyskany z terenu Austrii. W latach 2019–2020 dzieło można było oglądać w domu artysty, oddziale Muzeum Narodowego w Krakowie przy ul. Floriańskiej 41. Obecnie obraz znajduje się w kolekcji Zbiorów Malarstwa Polskiego do 1914 roku Muzeum Narodowego w Warszawie.

## Opis
Obraz przedstawia Wita Stwosza prowadzonego przez swoją wnuczkę po wnętrzu kruchty gotyckiego kościoła. Na policzku oślepłego rzeźbiarza widnieje piętno, związane z udziałem w aferze fałszerstwa weksli. Artysta w obszernym futrzanym okryciu wyciąga rękę do stóp Ukrzyżowanego Chrystusa i kamiennej kropielnicy. Wnuczka, w której twarzy można dostrzec rysy młodej żony Matejki, Teodory, jedną ręką ujmuje dłoń dziadka. W drugiej ręce trzyma książeczkę do nabożeństwa oraz palemkę. W tle widać maswerkową dekorację wnętrza. Z lewej strony, za filarem występuje postać mężczyzny przyglądająca się scenie.